# Amputoearinus sharanowskiae
Amputoearinus sharanowskiae is een insect dat behoort tot de orde vliesvleugeligen (Hymenoptera) en de familie van de schildwespen (Braconidae). De wetenschappelijke naam van de soort werd voor het eerst geldig gepubliceerd door Lindsay & Sharkey in 2006.